# POV
POV (abreviação de Point of View ou Ponto de Vista em tradução livre) é uma série de televisão estadunidense que apresenta filmes independentes de não-ficção. Ao longo de 27 anos mais de 400 filmes e documentários já foram exibidos para o público pela PBS desde 1988. Aclamado pela crítica POV já ganhou os mais prestigiados prêmios da TV, incluindo 33 Emmys.